# 微雜誌社
微雜誌社是日本出版社，位於東京都中央區，1984年7月4日創立，出版書籍包括輕小說、漫畫等。
輕小說《關於我轉生變成史萊姆這檔事》、《女性向遊戲世界對路人角色很不友好》、《嘆氣的亡靈想隱退 ～最弱獵人的最強隊伍育成術～》是這家出版社發行的作品。

## 外部連結
- 官方網站